# Anjar (Gujarat)
Anjar és una ciutat i municipalitat al districte de Kutch, estat de Gujarat, Índia, en terreny arenós a uns 15 km del golf de Kutch. És capçalera d'una taluka. La seva població actual no es coneix; el 1901 era de 18.014 habitants. Al tomb de la ciutat hi ha tres llacs.
Fou fundada per Maharao Khengarji el 1545. Era una ciutat fortificada. El 1816 el rao de Kutch va cedir la ciutat i el districte a la Companyia Britànica de les Índies Orientals en pagament de l'ajut per recuperar altres districtes. El 1819 fou destruïda en part per un terratrèmol. El 1822 el tractat amb la companyia es va modificar retornant Anjar al Kutch a canvi d'un pagament anual. Aquesta quantitat no es va pagar i es va acumular una gran deute i el 1832 es va signar un nou tractat que dispensava a l'estat dels pagaments endarrerits i es rebaixava la quantitat a pagar. Va patir terratrèmols el 21 de juliol de 1956 i 26 de gener de 2001.

## Llocs interessants
- Les ruïnes de les antigues muralles van desaparèixer després del terratrèmol del 2001
- Temple als defores amb imatge d'Ajepal, germà del sobirà chauhan d'Ajmer, que fou expulsat d'Ajmer el segle IX i es va establir a Anjar
- Temple jainista de Bhadreshwar, de marbre, damnat pel terratrèmol del 2001